# Jerry Stiller

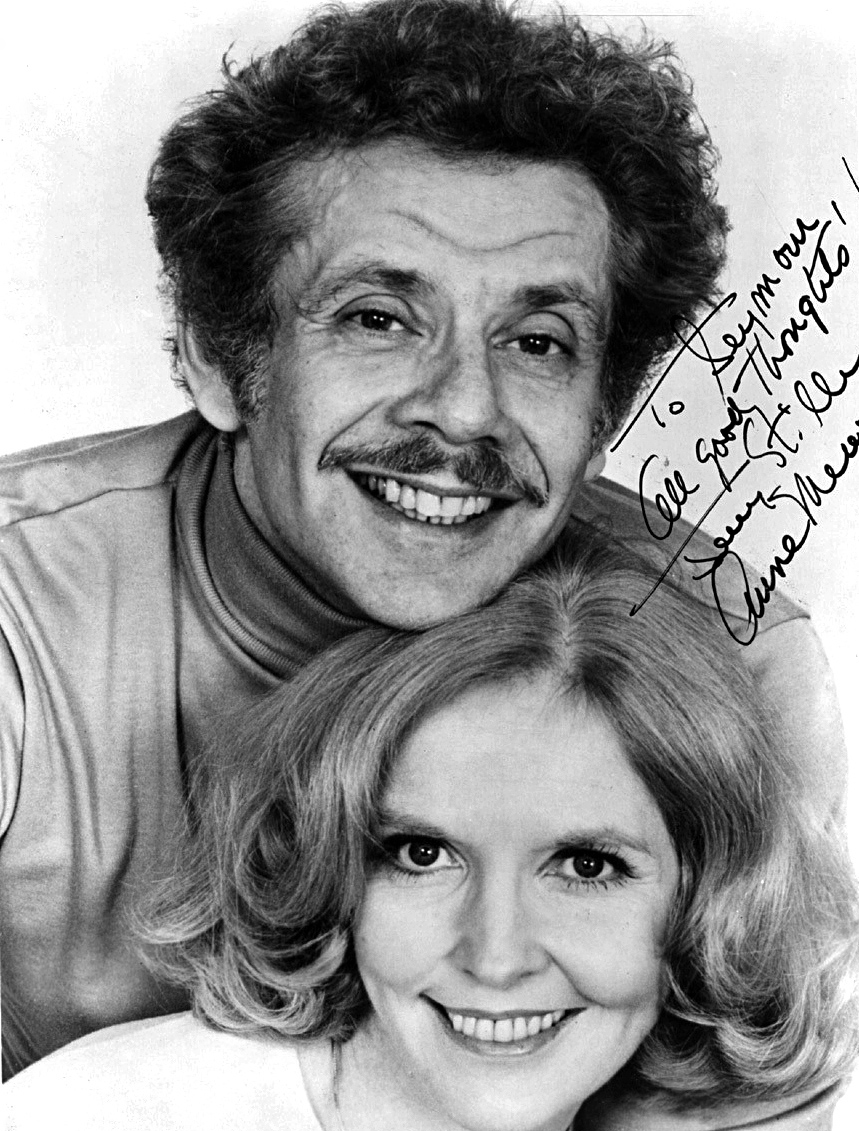
Jerry Stiller en Anne Meara in 1965

Gerald Isaac (Jerry) Stiller (New York, 8 juni 1927 – aldaar, 11 mei 2020) was een Amerikaans acteur.

## Biografie

### Loopbaan
Stiller was bekend door zijn rol als Arthur Spooner in The King of Queens en Frank Costanza in Seinfeld. Ook speelde hij rollen in films als Hairspray, Anchorman: The Legend of Ron Burgundy en The Heartbreak Kid. In 2004 was hij te zien in het intro en outro voor Rush tijdens de R30 tour.

### Privéleven
Vanaf 1954 tot haar overlijden in 2015 was hij getrouwd met actrice Anne Meara. Meara was een aantal keren te zien in The King of Queens, als Veronica Olchin, de moeder van Spence. Hij was de vader van acteur Ben Stiller en actrice Amy Stiller.
Op 11 mei 2020 maakte zijn zoon bekend dat zijn vader was overleden in zijn slaap.

## Filmografie
- Studio One (televisieserie) – Sergeant Joe Capriotti (afl. "The Furlough", 1957)
- General Electric Theater (televisieserie) – rol onbekend (afl. "Acres and Pains", 1962)
- Brenner (televisieserie) – rol onbekend (afl. "The Plain Truth", 1964)
- Lovers and Other Strangers (1970) – Jim (Carols vader, niet op aftiteling)
- The Courtship of Eddie's Father (televisieserie) – verschillende rollen (2 afl., 1971/1972)
- Love, American Style (televisieserie) – verschillende rollen (2 afl., 1971/1973)
- The Paul Lynde Show (televisieserie) – Barney Dickerson (afl. onbekend, 1972–1973)
- A Memory of Two Mondays (televisiefilm, 1974) – automonteur
- The Taking of Pelham One Two Three (1974) – Lt. Rico Patrone
- Airport 1975 (1974) – Sam
- Joe and Sons (televisieserie) – Gus Duzik (1975–1976)
- The Ritz (1976) – Carmine Vespucci
- Phyllis (televisieserie) – Burt Hillman (afl. "Phyllis and the Jumper", 1976)
- Rhoda (televisieserie) – Lloyd Zimmer (afl. "A Touch of Classy", 1976)
- Nasty Habits (1977) – P.R. Priest
- The Love Boat (televisieserie) – verschillende rollen (3 afl., 1979/1981/1983)
- Time Express (televisieserie) – Edward Chernoff (afl. "Garbage Man/Doctor's Wife", 1979)
- Those Lips, Those Eyes (1980) – Mr. Shoemaker
- Archie Bunker's Place (televisieserie) – Carmine (afl. "Veronica's ex", 1980, en "Relapse", 1982)
- Orphans, Waifs and Wards (televisiefilm, 1981) – rol onbekend
- Madame X (televisiefilm, 1981) – Burt Orland
- Hart to Hart (televisieserie) – Myron Finkle (afl. "Murder Takes a Bow", 1981)
- Simon & Simon (televisieserie) – Harold Traxler (afl. "The Uncivil Servant", 1982)
- Alice (televisieserie) – Gordy (afl. "Do You Take This Waitress?", 1982)
- Reading Rainbow (televisieserie) – Dinosaur Comic (voice-over, afl. "Digging Up Dinosaurs", 1983)
- Amanda's (televisieserie) – Sal (afl. "You Were Meant for Me", 1983)
- The Other Woman (televisiefilm, 1983) – Mel Binns
- Trapper John, M.D. (televisieserie) – Artie Mayo (afl. "Where There's a Will", 1984)
- The McGuffin (1985) – Marty
- The Equalizer (televisieserie) – Brahms (afl. "Pilot", 1985)
- Tales from the Darkside (televisieserie) – Mandrake (afl. "The Devil's Advocate", 1985)
- The Stiller & Meara Show (televisiefilm, 1986) – Jerry Bender
- Seize the Day (1986) – Dr. Tamkin
- Shoeshine (1987) – rol onbekend
- Hot Pursuit (1987) – Victor Honeywell
- Nadine (1987) – Raymond Escobar
- Hairspray (1988) – Wilbur Turnblad
- The Hustler of Money (televisiefilm, 1988) – Stu
- That's Adequate (1989) – Sid Lane
- Tattingers (televisieserie) – Sid Wilbur (afl. onbekend, 1989)
- Murder, She Wrote (televisieserie) – Lt. Birnbaum (afl. "When the Fat Lady Sings", 1989)
- Little Vegas (1990) – Sam
- Sweet 15 (televisiefilm, 1990) – Waterman
- Freefall (kortfilm, 1990) – Emily's vader
- Monsters (televisieserie) – rol onbekend (afl. "One Wolf's Family", 1990)
- The Sunset Gang (televisiefilm, 1991) – Seymour Shapiro (segment "The Detective")
- The Hollow Boy (televisiefilm, 1991) – Sam
- Women & Men 2: In Love There Are No Rules (televisiefilm, 1991) – Irving
- Law & Order (televisieserie) – verschillende rollen (2 afl., 1992/1996)
- Highway to Hell (1992) – The Desk Cop
- The Pickle (1993) – Phil Hirsch
- Tracey Takes on New York (televisiefilm, 1993) – rol onbekend
- L.A. Law (televisieserie) – Nat Pincus (afl. "Rhyme and Punishment", 1993)
- Seinfeld (televisieserie) – Frank Costanza (28 afl., 1993–1998)
- In the Heat of the Night (televisieserie) – Rabbi Feldman (afl. "The Rabbi", 1994)
- Heavy Weights (1995) – Harvey Bushkin
- Homicide: Life on the Street (televisieserie) – McGonnigal (afl. "In Search of Crimes Past", 1995)
- Deadly Games (televisieserie) – Phil Cullen (afl. "Dr. Kramer", 1996)
- The Eddie Files (televisieserie) – verschillende rollen (2 afl.)
- A Rat's Tale (1997) – Prof. Plumpingham
- Camp Stories (1997) – Schlomo
- Stag (1997) – Ted
- SUBWAYStories: Tales from the Underground (televisiefilm, 1997) – oude man (segment "The 5:24")
- The Deli (1997) – Petey
- Touched by an Angel (televisieserie) – Maury Salt (afl. "Cry and You Cry Alone", 1998)
- Hercules (televisieserie) – Eagle (voice-over, afl. "Prometheus Affair", 1998)
- The King of Queens (televisieserie) – Arthur Spooner (170 afl., 1998–2007)
- The Suburbans (1999) – Speedo Silverberg
- A Fish in the Bathtub (1999) – Sam
- Crashbox (televisieserie) – presentator (voice-over, 1999)
- Secret of the Andes (1999) – Dr. Goldfisch
- Hooves of Fire (televisiefilm, 1999) – Old Jingle (voice-over: Engelse versie)
- The Independent (2000) – Morty Fineman
- Teacher's Pet (televisieserie) – Pretty Boy (afl. onbekend, 2000)
- My 5 Wives (2000) – Don Giovanni
- Chump Change (2001) – de kolonel
- Zoolander (2001) – Maury Ballstein
- On the Line (2001) – Nathan
- Serving Sara (2002) – Milton de politieagent
- Legend of the Lost Tribe (televisiefilm, 2002) – Old Jingle (voice-over: Engelse versie)
- Sex and the City (televisieserie) – Mr. Brady (afl. "One", 2003)
- Teacher's Pet (2004) – Pretty Boy (voice-over)
- The Lion King 1 1/2 (video, 2004) – oom Max (voice-over)
- Behind the Legend: Timon (video, 2004) – oom Max (voice-over, niet op aftiteling)
- Anchorman: The Legend of Ron Burgundy (2004) – man in bar (niet op aftiteling)
- Hairspray (2007) – Mr. Pinky
- The Heartbreak Kid (2007) – Doc

- Bibsys: 4095268
- Gemeinsame Normdatei: 143036858
- International Standard Name Identifier: 0000 0001 1462 8104
- Library of Congress Control Number: n91047124
- MusicBrainz: 1f91cebd-6e8f-4314-a51f-cfff8d9eaa07
- Nationale Bibliotheek van Israël: 987007268663105171
- Nationale Bibliotheek van Polen: a0000001750206
- Istituto Centrale per il Catalogo Unico: UBOV979300
- SNAC: w6fs2p6h
- Système universitaire de documentation: 244159769
- Virtual International Authority File: 98238872
- WorldCat: E39PBJgd9kdRrhDq4RM9QbRFrq